# مارتین مونتاگودو
مارتین مونتاگودو (انگلیسی: Martín Monteagudo؛ زادهٔ ۱۰ مهٔ ۱۹۶۳) بازیکن فوتبال است.